# Liste der GIAHS-Pilotstätten in der Volksrepublik China

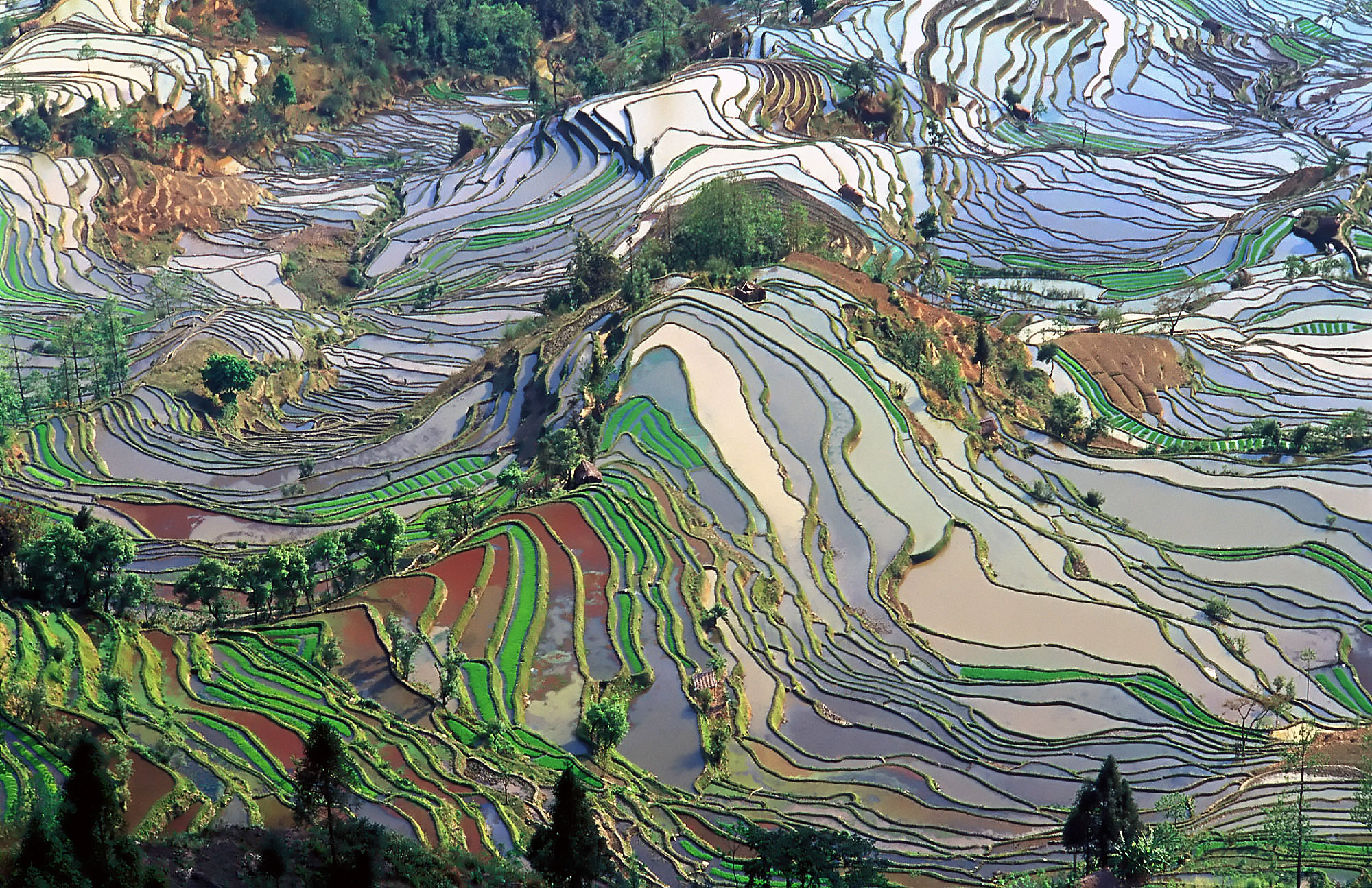
Hani-Reisterrassen in Yunnan

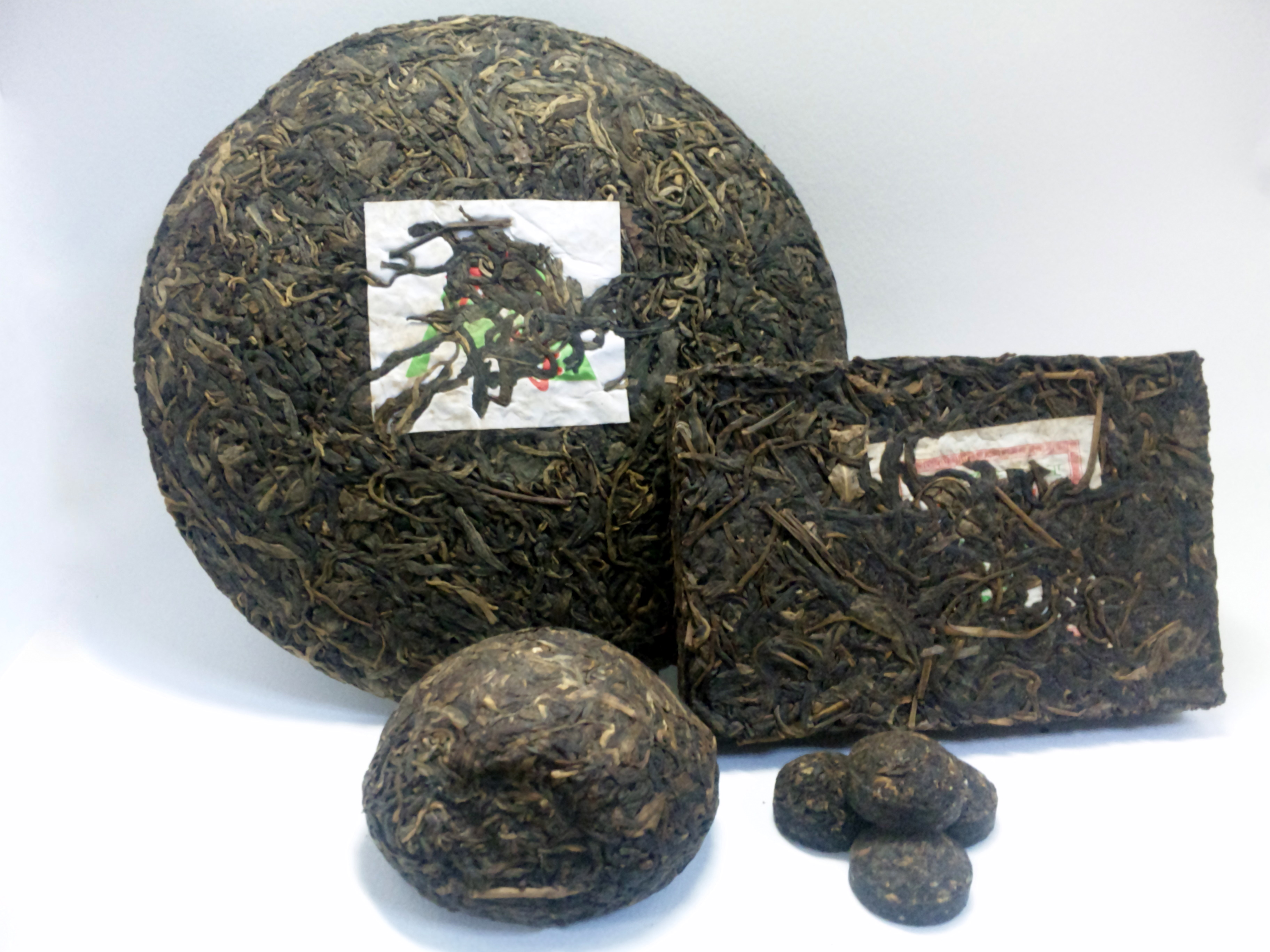
Verschiedene Formen von gepresstem Pu-Erh-Tee aus Yunnan

Dies ist eine Liste chinesischer GIAHS-Pilotstätten ("GIAHS Pilot Sites"). GIAHS ist die Abkürzung für Globally Important Agricultural Heritage Systems (Global wichtige Agrarkulturerbe-Systeme), eine große im Jahr 2002 von der Ernährungs- und Landwirtschaftsorganisation der Vereinten Nationen (FAO) mit der Unterstützung der Global Environment Facility (GEF) ins Leben gerufene Initiative.
Die Reisterrassen der Hani in Honghe in der südwestchinesischen Provinz Yunnan wurden von der UNESCO in die Liste der Weltkulturerbeobjekte aufgenommen.

## Übersicht
1. Reis-Fisch-Kultur, Qingtian, Zhejiang 浙江青田稻鱼共生系统 (web) (web)
2. Reisterrassen der Hani am Roten Fluss in Honghe, Yunnan 云南红河哈尼稻作梯田系统 (web) (web)
3. Traditionelles Reiskultursystem, Wannian, Jiangxi 江西万年稻作文化系统 (web) (web)
4. Reis-Fisch-Ente-System der Dong, Congjiang, Guizhou 贵州从江侗乡稻鱼鸭复合系统 (web) (web)
5. Traditionelles Pu’er-Tee-Agrosystem, Pu’er, Yunnan 云南普洱古茶园与茶文化系统 (web) (web)
6. Trockenfeldbau-Landwirtschaftssystem, Aohan-Banner, Innere Mongolei 内蒙古敖汉旱作农业系统(web) (web)
7. Stadtagrarkulturerbe der Weingärten in Xuanhua, Hebei 河北宣化城市传统葡萄园 (web) (web)
8. Große Nusseiben (Torreya Grandis cv. Merrillii) -Gemeinschaft, Shaoxing, Zhejiang 浙江绍兴会稽山古香榧群 (web) (web)
9. Alte Jujubengärten, Kreis Jia, Shaanxi 陕西佳县古枣园 (web) (web)